# 이관형
이관형(1938년 4월 3일~2021년 7월 16일)은 대한민국의 정치인이다. 제11대 국회의원을 지냈다.

## 역대 선거 결과
|  | 18.58% |

|  | 35.12% |

|  | 18.44% |

|  | 15.07% |